# Cathédrale Saints-Michel-et-Gudule de Bruxelles
 (juin 2020).
Si vous disposez d'ouvrages ou d'articles de référence ou si vous connaissez des sites web de qualité traitant du thème abordé ici, merci de compléter l'article en donnant les références utiles à sa vérifiabilité et en les liant à la section « Notes et références ».
La cathédrale Saints-Michel-et-Gudule (en néerlandais : Kathedraal van Sint-Michiel en Sint-Goedele) située à Bruxelles, en Belgique, est la cocathédrale de l'archidiocèse catholique de Malines-Bruxelles. Elle est dédiée à saint Michel et à sainte Gudule, saints patrons de la ville de Bruxelles, et est un exemple reconnaissable du gothique brabançon.

## Histoire
La cathédrale se dresse au carrefour de deux anciennes routes importantes : Flandre vers Cologne et Anvers vers Mons par Bruxelles. Ce carrefour était situé sur une colline, le Treurenberg (du néerlandais treur, chagrin et berg, mont, anciennement Molenberg). On trouve une mention de Bruxelles dans les gestes des évêques de Cambrai (diocèse dont elle dépendait) : l'évêque Vindicien tombe malade près de Bruxelles vers 695 (source du XIe siècle : Gesta pontificum Cameracensium, PL 149, 46 : cum egrotaret apud Brosselam).
Lambert II, comte de Louvain, et sa femme Oda de Verdun, fondèrent en 1047 un chapitre de douze chanoines dans l'église Saint-Michel (d’où le nom de « collégiale ») et y firent transporter les reliques de sainte Gudule jusqu'alors conservées dans l'église Saint-Géry qui occupait, jusqu'à la Révolution française, l'emplacement actuel des halles Saint-Géry.

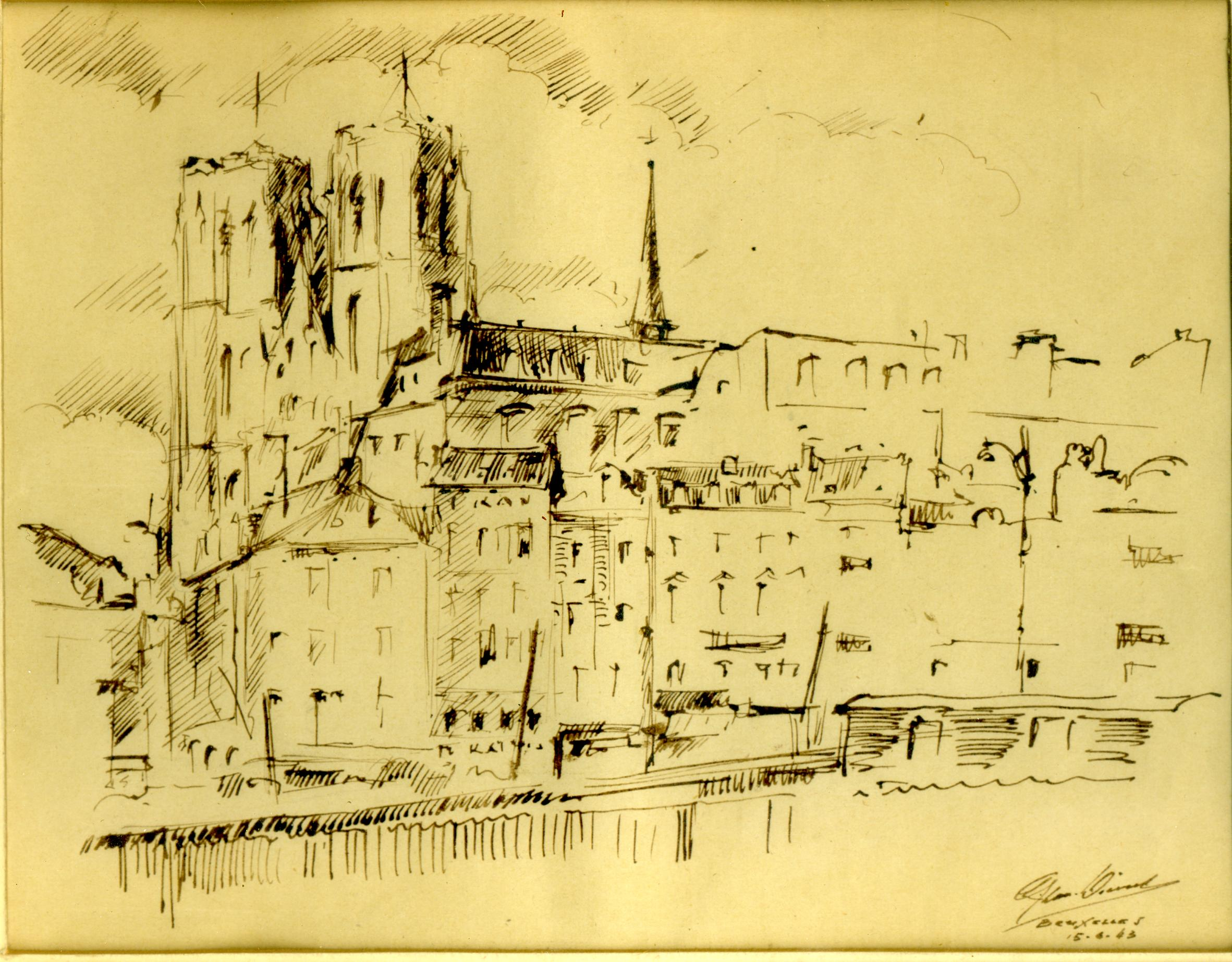
Collégiale Sainte-Gudule à Bruxelles, dessin par Léon van Dievoet, 1943.

En 1072, l'église Saint-Michel fut de nouveau consacrée (probablement parce qu'elle avait été affectée par un incendie peu de temps avant). En 1200, sous l'impulsion d'Henri Ier de Brabant, l'église fut restaurée et agrandie par la construction d'un avant-corps occidental, accompagné de deux tours rondes.
En 1226, le duc de Brabant Henri II décida la construction d'une collégiale gothique qui ne s'acheva qu'au début du XVIe siècle peu après la naissance de Charles Quint. Certaines chapelles s'y ajoutèrent aux XVIe et XVIIe siècles.
La construction de l'édifice actuel débute par le chœur en 1226. La nef et le transept qui datent des XIVe et XVe siècles sont de style gothique brabançon. La façade, surmontée de deux tours, date des années 1470-1485.
Ce n'est qu'en 1962 que Bruxelles, jusque-là dépendante de l'archevêché de Malines où résidait le primat de Belgique, fut associée à ce siège épiscopal sous le titre de diocèse de Malines-Bruxelles. C'est ainsi que la collégiale fut promue au rang de cocathédrale.

## Les restaurations
Des travaux de restauration ont eu lieu au XIXe siècle menés par l'architecte Tilman-François Suys qui restaura de 1839 à 1845 les tours et les portails et encore au XXe siècle sous la direction de Jean Rombaux puis de Victor-Gaston Martiny, architecte-urbaniste en chef de la province de Brabant et membre de la Commission royale des monuments et des sites.

## Centres d'intérêt touristique
Outre l'édifice lui-même et ses trésors, la cathédrale offre, en sous-sol, un site archéologique créé par le placement, en 1991, au-dessus des vestiges de l'antique collégiale primitive, d'une dalle qui, tout en supportant le dallage du chœur, ménage un espace souterrain qui avait déjà été épargné par la construction de l'édifice gothique du XIIIe siècle. Il s'agissait, à l'époque, de sauvegarder l'accès à la crypte romane pour permettre que se perpétue l'usage d'y installer des sépultures, usage qui s'est poursuivi jusqu'à la fin du XVIIIe siècle. Deux escaliers donnent accès à ce site, ce qui permet d'observer celui-ci à travers d'épaisses glaces transparentes disposées au-dessus des fouilles.
En plus de son intérêt religieux, historique et architectural, la cathédrale offre une attraction supplémentaire apportée par un couple de faucons pèlerins qui, au moment de la couvaison, vient, d'année en année depuis 2004, installer son nid au dernier étage de la tour gauche. Par les soins de l'Institut royal des sciences naturelles de Belgique, une installation de caméras de vidéo permet à tout le monde de suivre, depuis des écrans installés sur le parvis, la couvaison, l'éclosion des oisillons et la vie de la famille dont le mâle a forcément dû trouver à ravitailler les siens en chassant la faune locale, surtout les oiseaux et, notamment, les pigeons, ce qui fait fuir ceux-ci grâce à quoi les vieilles pierres sont protégées, au moins deux mois par an, de la fiente de pigeons si redoutable pour les monuments. Ces faucons ont ainsi restauré une tradition des cathédrales — à laquelle l'agitation de la vie moderne et ses séquelles polluantes avaient mis fin, croyait-on — et qui fut, pendant des siècles, d'héberger ceux de leur espèce.

## Description extérieure
La cathédrale est construite en pierre de Gobertange dont les carrières sont situées à environ 45 km (S-E) du site de la cathédrale.

## La façade occidentale

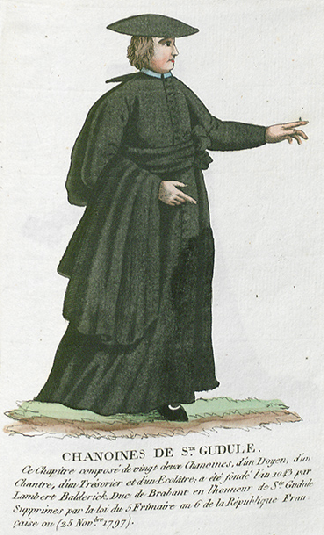
Chanoine de Ste Gudule.

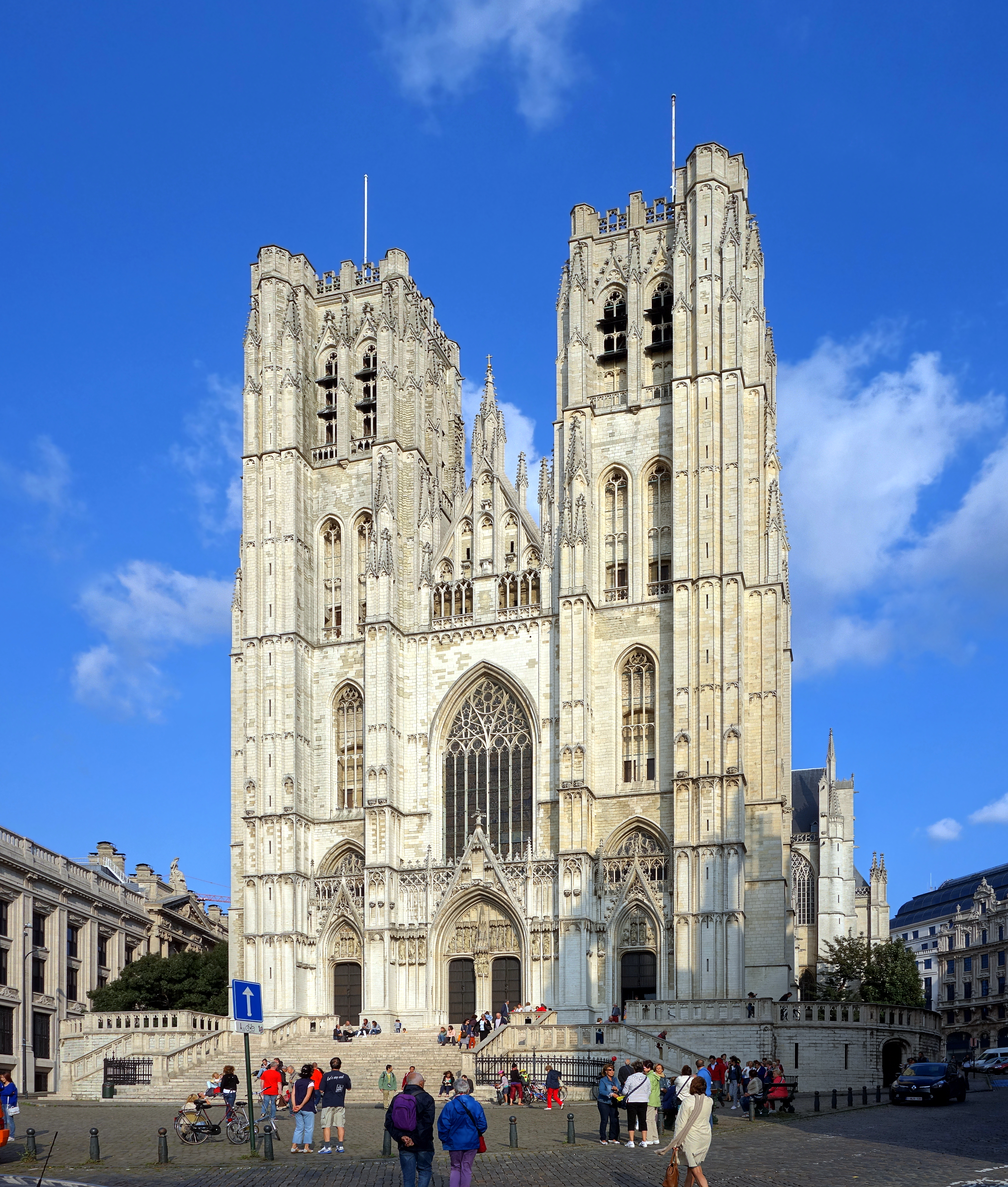
La façade occidentale.

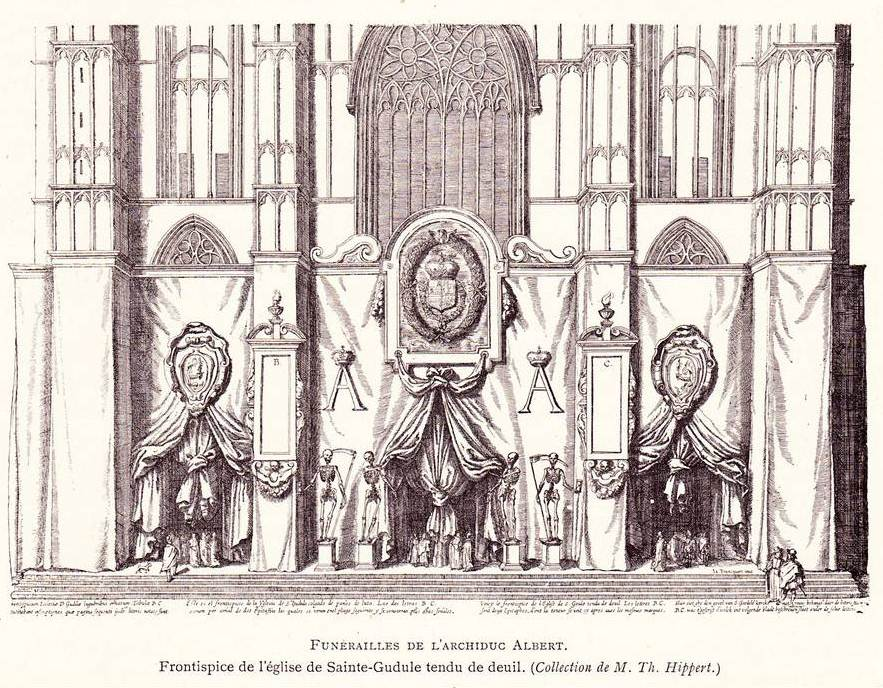
La façade tendue de deuil pour les funérailles de l'archiduc Albert (1621).

La façade occidentale est typiquement de style gothique brabançon par son décor flamboyant très ordonné. Elle semble s'inspirer de la typologie des cathédrales françaises, avec ses deux tours et ses trois portails surmontés de leur gable. Cependant, contrairement aux façades françaises, elle n'a pas de rosace, cette dernière étant remplacée par une grande verrière brabançonne. Comme pour la façade de la cathédrale d'Anvers, elle présente quelques caractéristiques de la façade de la cathédrale de Cologne, conçue antérieurement à ces deux façades brabançonnes. Les deux tours dont les sommets sont aménagés en terrasses sont attribuées à Jan Van Ruysbroeck (1470-1485), qui est aussi l'architecte de la tour de l'Hôtel de ville de Bruxelles. Elles sont inachevées et auraient dû être beaucoup plus élevées, avec des flèches élancées et ajourées sur de hauts tambours octogonaux. La référence à cette époque était encore Fribourg, à laquelle il faut ajouter les subtilités propres au gothique brabançon et à l'architecte, comme on peut les voir sur la tour de l’hôtel de ville. La tour nord de la cathédrale d'Anvers a été achevée dans une variation plus tardive du style brabançon, mais donne une certaine idée de la conception générale prévue pour les tours de Bruxelles.
La forte prédominance des lignes verticales de cette façade est frappante, c'est un trait typique du gothique brabançon. Quatre robustes contreforts enserrent et séparent les trois portails. Aux deux extrémités, les contreforts latéraux sont particulièrement importants. Larges de plus de quatre mètres, ils intègrent deux hautes tourelles percées de meurtrières qui s'élancent d'un seul jet jusqu'aux sommets des tours. Chacune de ces tourelles abrite un long escalier à vis qui relie le rez-de-chaussée à l'ensemble des étages de la façade et des tours, et se prolonge ainsi jusqu'aux terrasses des sommets, à près de 65 mètres de hauteur. Ces puissants contreforts latéraux et leur tourelle à meurtrières contribuent à donner à la façade une impression de puissance et de solidité.
La façade s'étage sur trois niveaux. Le niveau inférieur est celui des portails et de leur gable. Les deux portails latéraux sont situés à la base des tours. Le niveau moyen est celui de la grande verrière, caractéristique du style ogival brabançon, flanquée de deux hautes baies, étroites et élancées situées chacune dans l'axe d'une des tours. Enfin, au sommet de la façade, le troisième étage présente un énorme pignon triangulaire juché au-dessus d'une galerie ajourée à fines colonnettes, et surmonté de plusieurs pinacles flamboyants, dont l'un, au sommet du pignon, est particulièrement impressionnant et atteint plus de 55 mètres de hauteur. De part et d'autre de ce pignon, se dressent les troisièmes et avant-derniers étages des deux tours, comportant deux baies très élancées, dotées d'abat-sons.

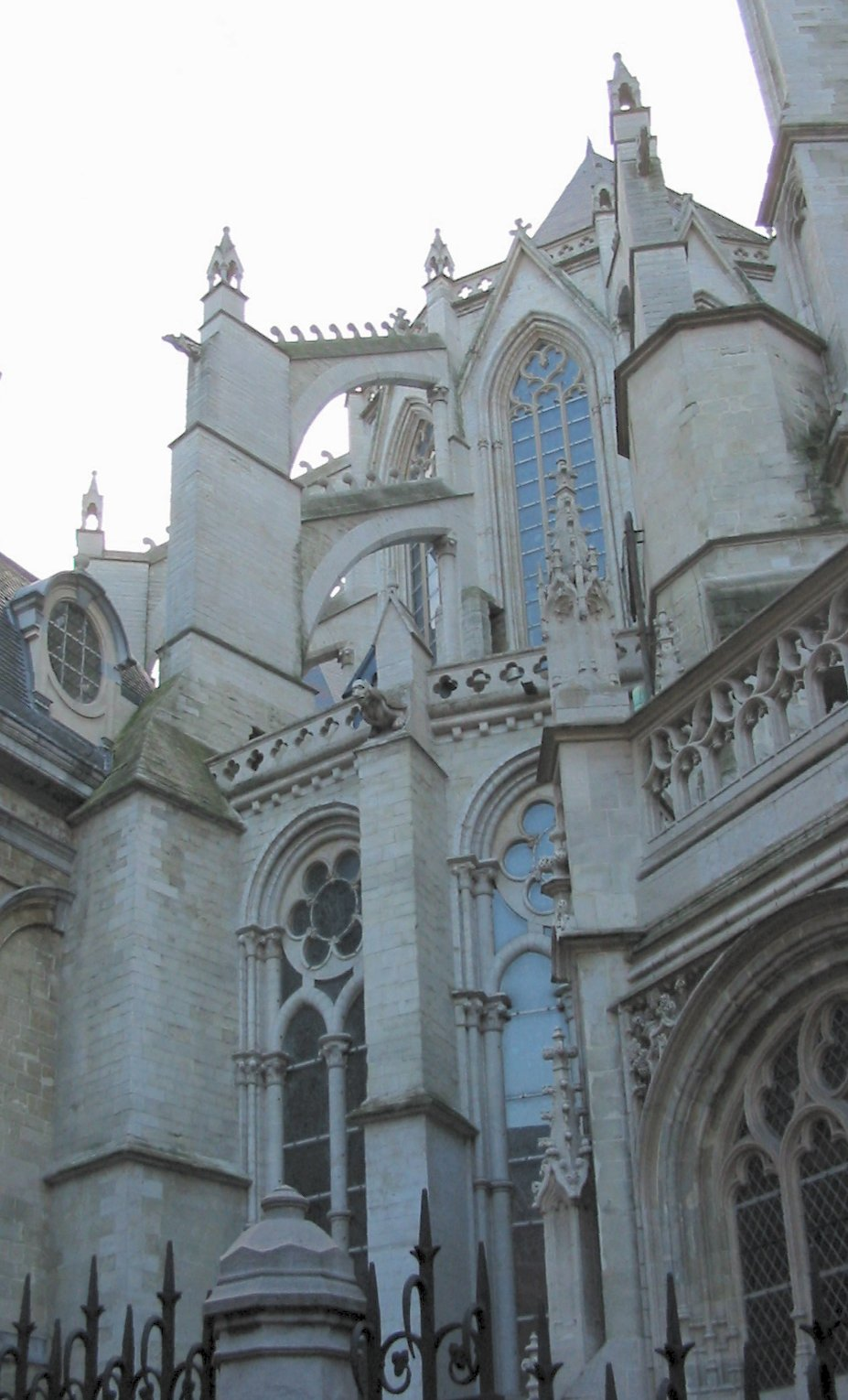
Le chevet de la cathédrale vu depuis le sud-est. Les arcs-boutants sont à deux niveaux et s'appuient en délit sur les contreforts du déambulatoire. À droite, on aperçoit partiellement la chapelle axiale hexagonale ; à gauche, le chevet de la chapelle Notre-Dame-de-la-Délivrance. Entre les deux, les deux baies de la photo s'ouvrent sur le déambulatoire.

### La nef
Extérieurement la nef est soutenue par des arcs-boutants à deux niveaux, de même type que ceux créés pour la première fois à la cathédrale de Soissons, et lui assurant une stabilité maximale. Le chaperon de chacun des arcs-boutants supérieurs est surmonté de pinacles à son sommet près de la nef. Il en est de même de chacune des culées.
Le dos du chaperon de chaque arc-boutant supérieur comporte une canalisation destinée à évacuer les eaux de pluie du toit de la cathédrale. À son extrémité extérieure, cette canalisation traverse la partie supérieure de la culée pour se terminer par une gargouille destinée à projeter les eaux le plus loin possible de l'édifice.
De chaque côté de la nef, entre ces arcs-boutants, se loge une série de petites chapelles latérales peu profondes et dotées chacune extérieurement d'une belle verrière flamboyante à six lancettes. La façade de chacune des chapelles est surmontée d'un pignon triangulaire typiquement brabançon, lui aussi couronné d'un petit pinacle. Chaque face de la nef apparaît ainsi bien décorée et fort élégante.

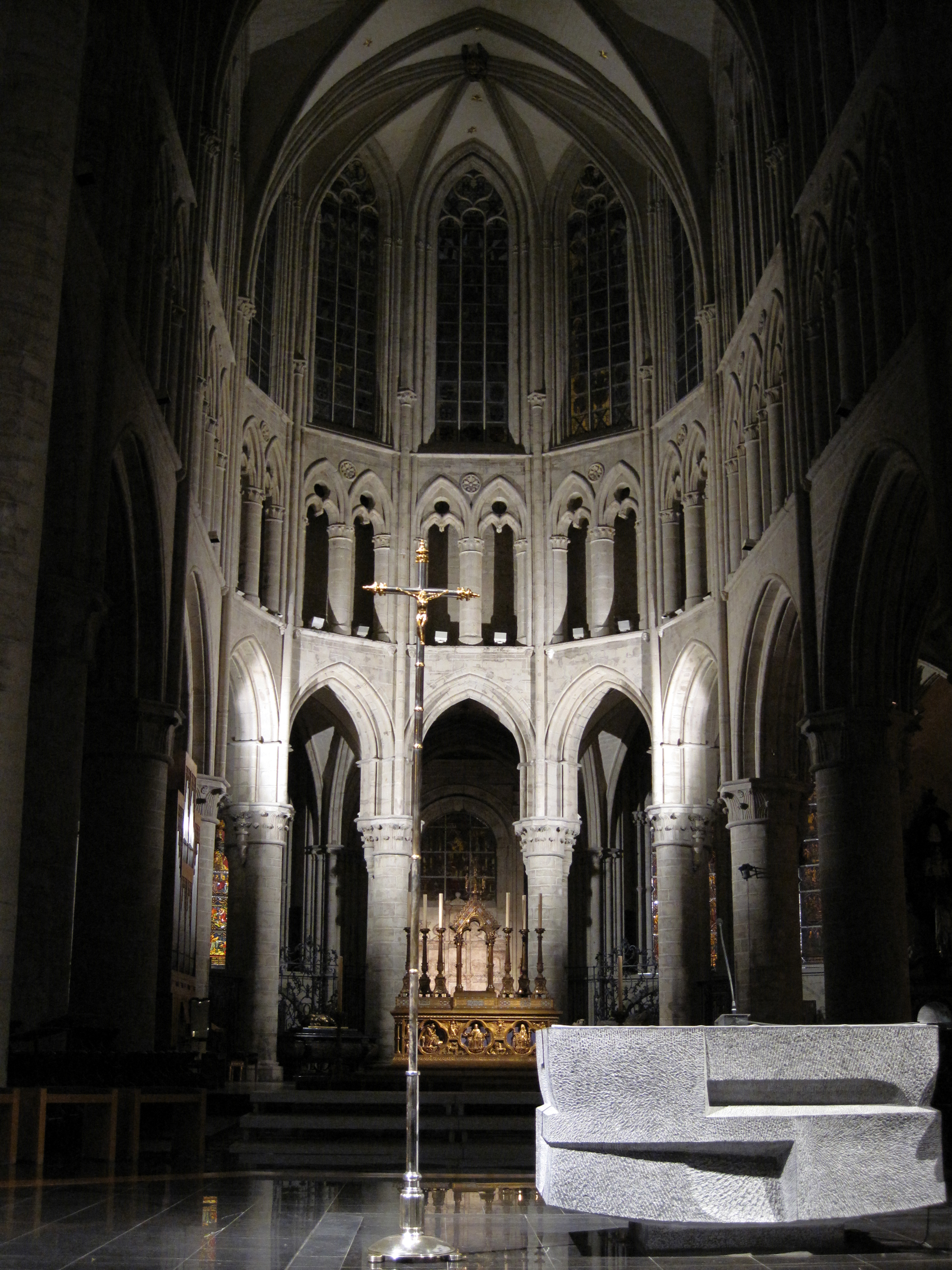
Cathédrale Sts-Michel-et-Gudule. Le maître-autel en petit granit est une œuvre du sculpteur Michel Smolders (2000).

## Quelques dimensions
- longueur hors œuvre : 114 m (contre 125 m pour la cathédrale Notre-Dame d'Anvers et 134 m pour Notre-Dame de Tournai)
- longueur dans œuvre : 109 m
- hauteur des deux tours : 64 m
- largeur maximale extérieure (au niveau du chœur) : 57 m
- largeur maximale intérieure : 54 m
- largeur de la façade sans les contreforts extérieurs des tours : 35 m

La nef
- hauteur sous voûte du vaisseau principal : 25 m (contre 33,5 mètres pour Notre-Dame de Paris, 36 pour le chœur de Notre-Dame de Tournai et 42,3 pour Notre-Dame d'Amiens)
- hauteur des colonnes du vaisseau central y compris les chapiteaux : 6,7 m
- hauteur des grandes arcades du vaisseau central : 10 m
- largeur du vaisseau central de la nef entre les axes des colonnes : 13,5 m (contre 12 pour Notre-Dame de Paris)
- largeur des collatéraux : 6,7 m
- hauteur sous voûte des collatéraux : 11 m
- profondeur des chapelles latérales : 2,8 m

La chapelle du Saint-Sacrement
- largeur (nord-sud) : 13 m
- longueur : 28 m

## Cloches
Dans les tours de la cathédrale il y a dans l'ensemble 50 cloches (carillon dans la tour du sud inclus). Huit d’entre elles peuvent être sonnées et la majorité des cloches porte le nom d'anciens membres de la famille royale. La plus grande cloche (le bourdon) s'appelle Salvator et est située dans la tour nord. Fondue en 1638 par Peter van den Gheyn et Peter de Clerck à Malines, la cloche pèse 6645 kilogrammes et n’est sonnée que pour des occasions spéciales.
| n° | nom      | année | fondeur                                      | masse (kg) | note |
| -- | -------- | ----- | -------------------------------------------- | ---------- | ---- |
| 1  | Salvator | 1638  | Peter van den Gheyn Peter de Clerck, Malines | 6645       | Sol2 |
| 2  | Fabiola  | 1966  | Horacantus, Locres                           | 3164       | Sib2 |
| 3  | Maria    | 1966  | Horacantus, Locres                           | 2298       | Do3  |
| 4  | Michaël  | 1966  | Horacantus, Locres                           | 1628       | Re3  |
| 5  | Gudula   | 1966  | Horacantus, Locres                           | 1332       | Mi3  |
| 6  | Philippe | 1966  | Royal Eijsbouts, Asten, NL                   | 975        | Fa3  |
| 7  | Astrid   | 1966  | Royal Eijsbouts, Asten, NL                   | 690        | Sol3 |
| 8  | Laurent  | 1966  | Royal Eijsbouts, Asten, NL                   | 485        | La3  |

## L'intérieur de la cathédrale

### L'intérieur de la nef
Dans la nef comportant huit travées barlongues ou rectangulaires, l'élévation est à trois niveaux : grandes arcades communiquant avec les deux collatéraux, triforium et fenêtres hautes.

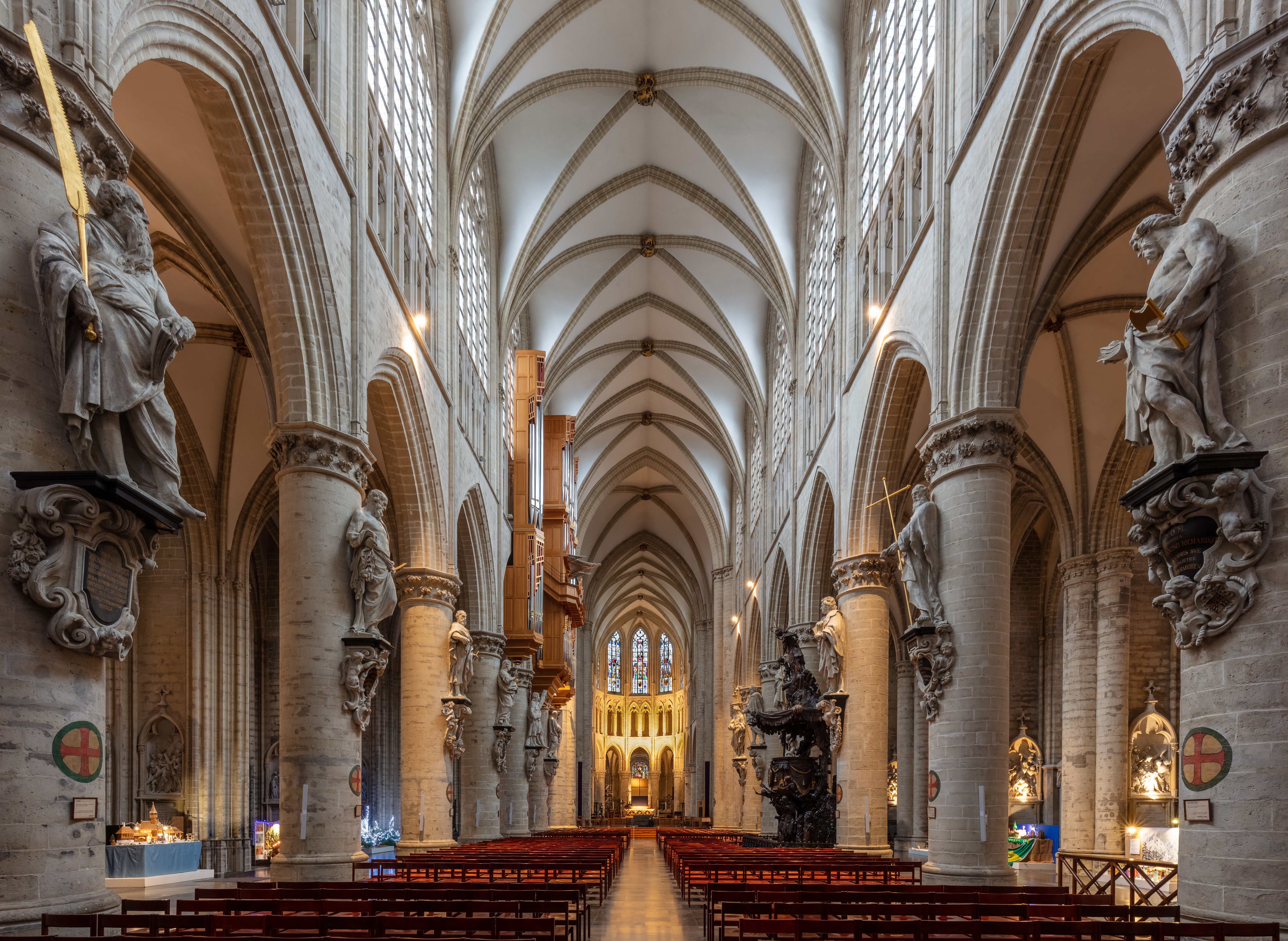
Vue de la nef de la cathédrale bordée de colonnes cylindriques supportant les 12 statues des apôtres
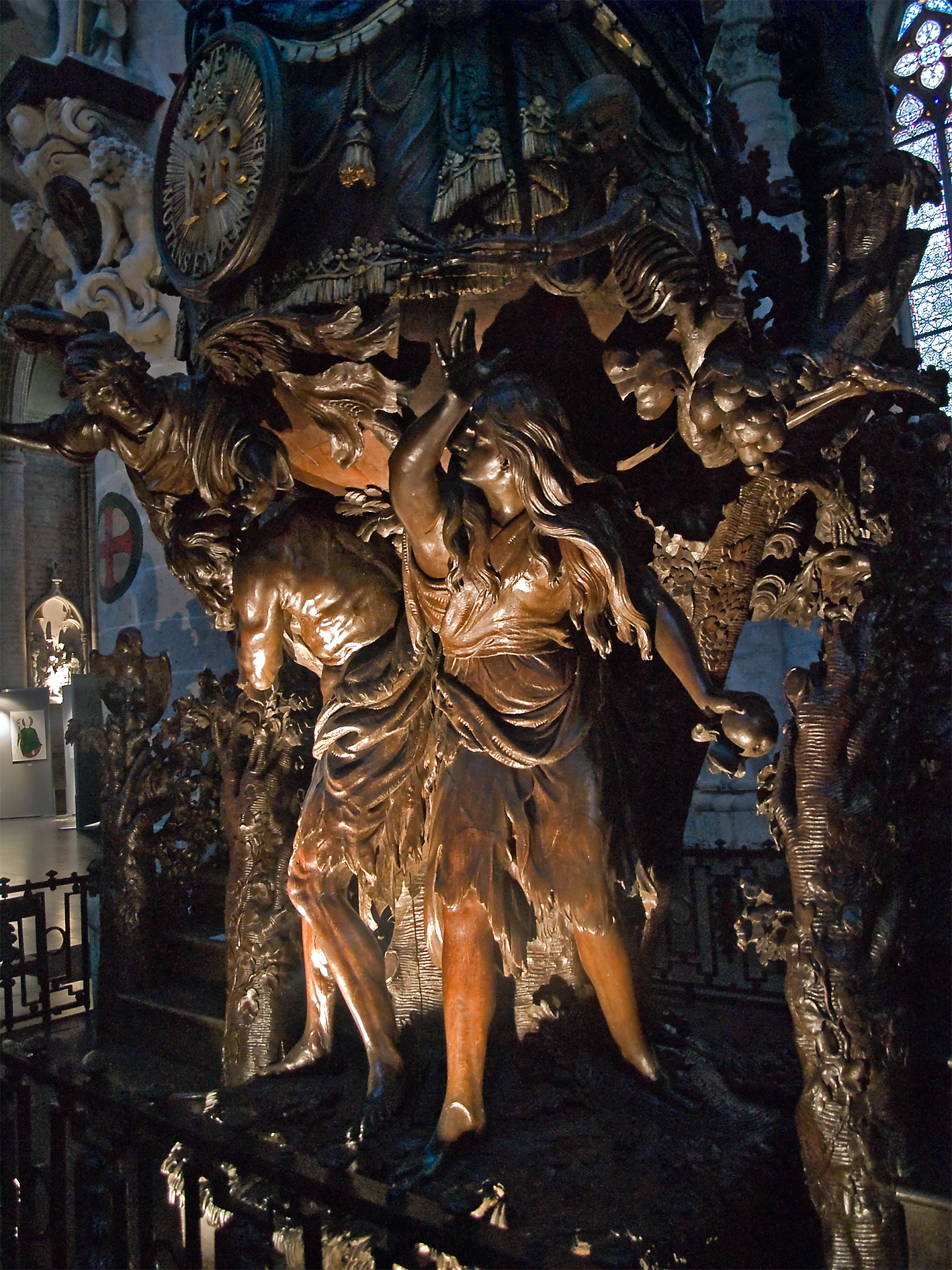
Adam et Ève chassés du jardin d'Éden, détail de la chaire, œuvre de H. F. Verbruggen (1699)
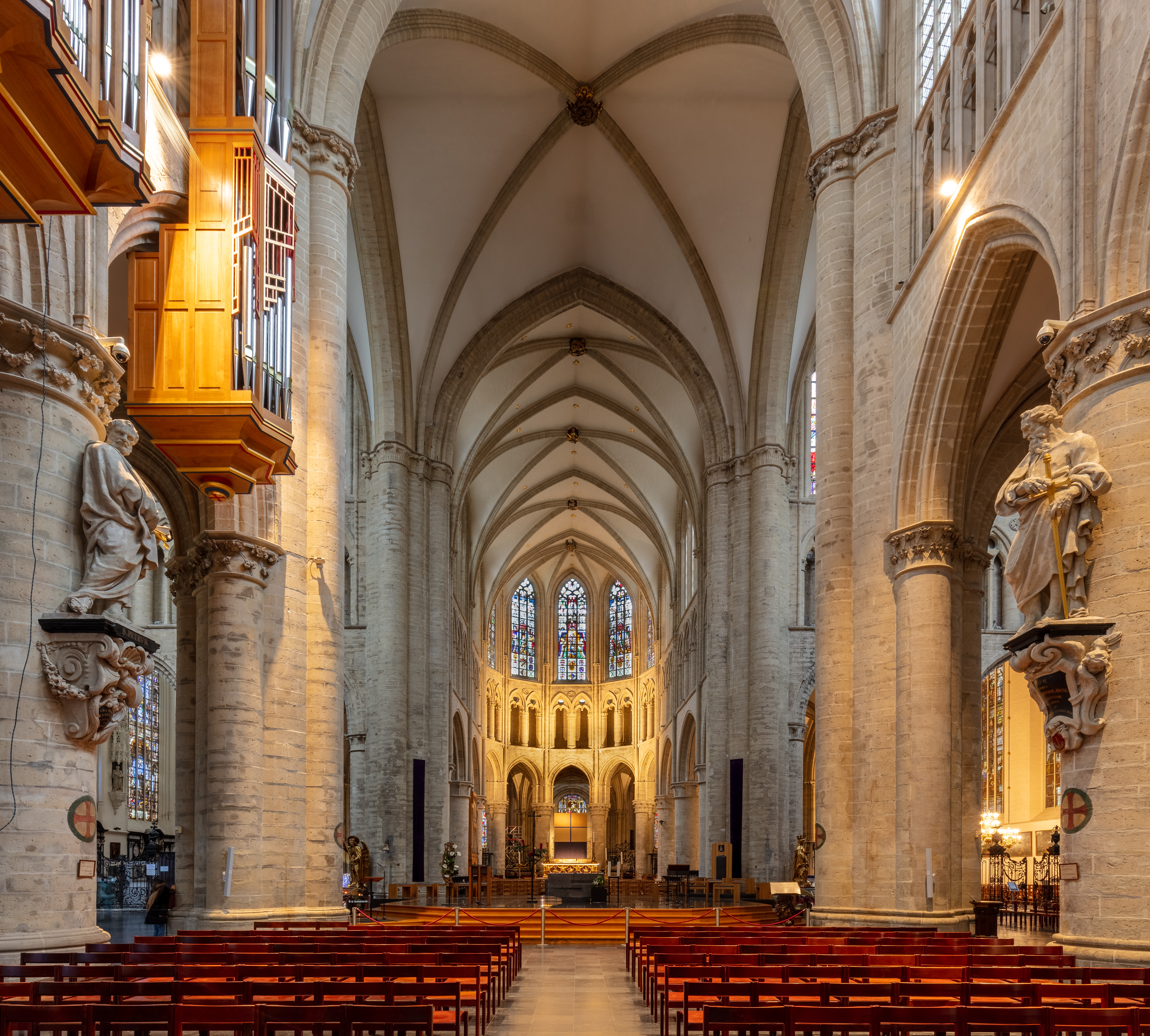
La nef de la cathédrale. Décembre 2021.

La nef présente toutes les caractéristiques du style gothique brabançon : les voûtes quadripartites sont modérément élevées, les robustes colonnes bordant le vaisseau central de la nef, surmontées de chapiteaux à feuilles de choux, sont cylindriques et supportent les statues des douze apôtres.
Celles-ci datent du XVIIe siècle, et furent créées par Luc Fayd'herbe, Jérôme Duquesnoy le Jeune, Johannes van Mildert et Tobias de Lelis, sculpteurs renommés de l'époque, tous natifs de Bruxelles. Il s'agissait de reconstituer la statuaire détruite par les iconoclastes calvinistes en 1566. Les statues de gauche représentent Simon le zélote, Bartholomé, Jacques le mineur, Jean l'évangéliste, André et Pierre ; celles de droite représentent Thaddée, Matthieu, Philippe, Thomas, Jacques le Majeur et Paul.
Seize petites chapelles latérales (huit au nord et huit au sud) s'ouvrent sur les bas-côtés. Chacune est pourvue d'une large baie flamboyante dotée de vitraux du XIXe siècle réalisés par Jean-Baptiste Capronnier.
La nef dispose d'une chaire baroque du XVIIe siècle, sculptée par Hendrik Frans Verbrugghen en 1699. Le socle représente Adam et Ève chassés du jardin d'Éden après avoir cueilli le fruit défendu. Au sommet, la Vierge et l'Enfant transperçant le serpent symbolisent la Rédemption.

### Le chœur

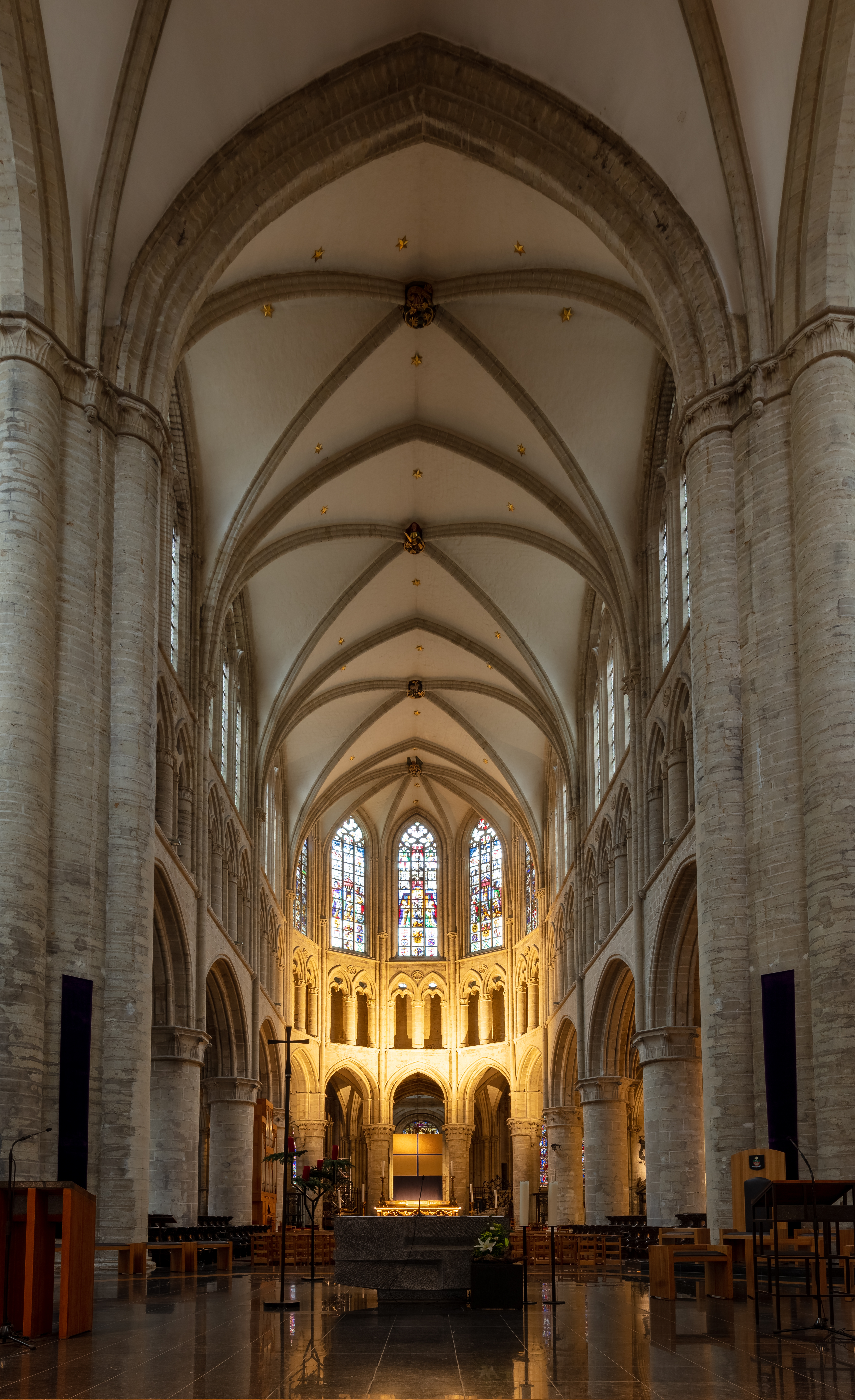
Le chœur de la cathédrale Saints-Michel-et-Gudule.

Le chœur de la cathédrale comporte également trois travées rectangulaires et une abside à cinq pans. Son élévation est à trois niveaux : grandes arcades communiquant avec le déambulatoire, triforium et fenêtres hautes. Il est entouré d'un large déambulatoire sur lequel s'ouvre la grande chapelle axiale hexagonale baroque de la Madeleine, devenue la chapelle Maes (XVIIe siècle). L'adjonction de deux vastes chapelles latérales au niveau de ce chœur (chapelle du Saint-Sacrement et chapelle Notre-Dame-de-la-Délivrance) a fait en sorte qu'il est devenu beaucoup plus large que la nef et même que le transept, bien que celui-ci ait été allongé, à la fin du XIVe siècle, par l'ajout d'un narthex à l'extrémité du croisillon sud.

### Chapelle du Saint-Sacrement
La vaste chapelle du Saint-Sacrement se trouve du côté nord du déambulatoire. De style gothique flamboyant, elle fut édifiée au XVIe siècle afin d'y abriter le Sacrement du Miracle, trois hosties consacrées réputées miraculeuses qui, selon la légende, auraient été profanées par des Juifs en 1370 (épisode qui continue à susciter polémique, car il s'inscrit dans le climat des persécutions et violences antisémites du Bas Moyen Âge). Orientée d'ouest en est, elle prend naissance au niveau du croisillon nord du transept, mais sa largeur de treize mètres est telle qu'elle déborde largement ce dernier vers l'extérieur. Longue de 28 mètres, elle se termine à l'est par une abside à trois pans, située presque au niveau de l'abside principale du chœur. 

Elle possède une petite annexe correspondant à l'espace entre son abside et le rond-point du déambulatoire du chœur.
Jean Micault, receveur général de Charles Quint, et son épouse, Livine Cats van Welle, y furent enterrés et un retable, sans doute commandé par leur fils Nicolas, leur a été dédié. Il a été réalisé par Jan Cornelisz Vermeyen, peintre et tapissier de la Renaissance. Ce triptyque est aujourd'hui dans les collections des Musées royaux des beaux-arts de Belgique à Bruxelles.
La chapelle est superbement ornée par de fins vitraux Renaissance, dons de différents souverains dont François Ier de France et Jean III de Portugal, et créés par le verrier anversois Jean Haeck d'après les dessins de Bernard van Orley. Certains vitraux sont dus au peintre Michiel Coxcie. La fenêtre centrale, au-dessus de l'autel représentant la glorification du Saint-Sacrement est l'œuvre de Jean Baptiste Capronnier et date donc du XIXe siècle.
La chapelle communique avec le déambulatoire par quatre grandes arcades, ce qui permet de contribuer largement à l'éclairage naturel du chœur de la cathédrale.

#### Le trésor
La chapelle abrite le trésor de la cathédrale et contient quelques superbes œuvres d'art religieux. S'y trouvent aussi, à part le Sacrement du Miracle, une croix-reliquaire avec inscription anglo-saxonne datant des environs de l'an 1000, la Croix de Bruxelles, une Vierge à l'Enfant, due au sculpteur allemand Conrad Meit (époque de la régente des Pays-Bas Marguerite d'Autriche) ainsi que la toile La légende de sainte Gudule, une œuvre de Michiel Coxcie.

### Chapelle Notre-Dame-de-la-Délivrance

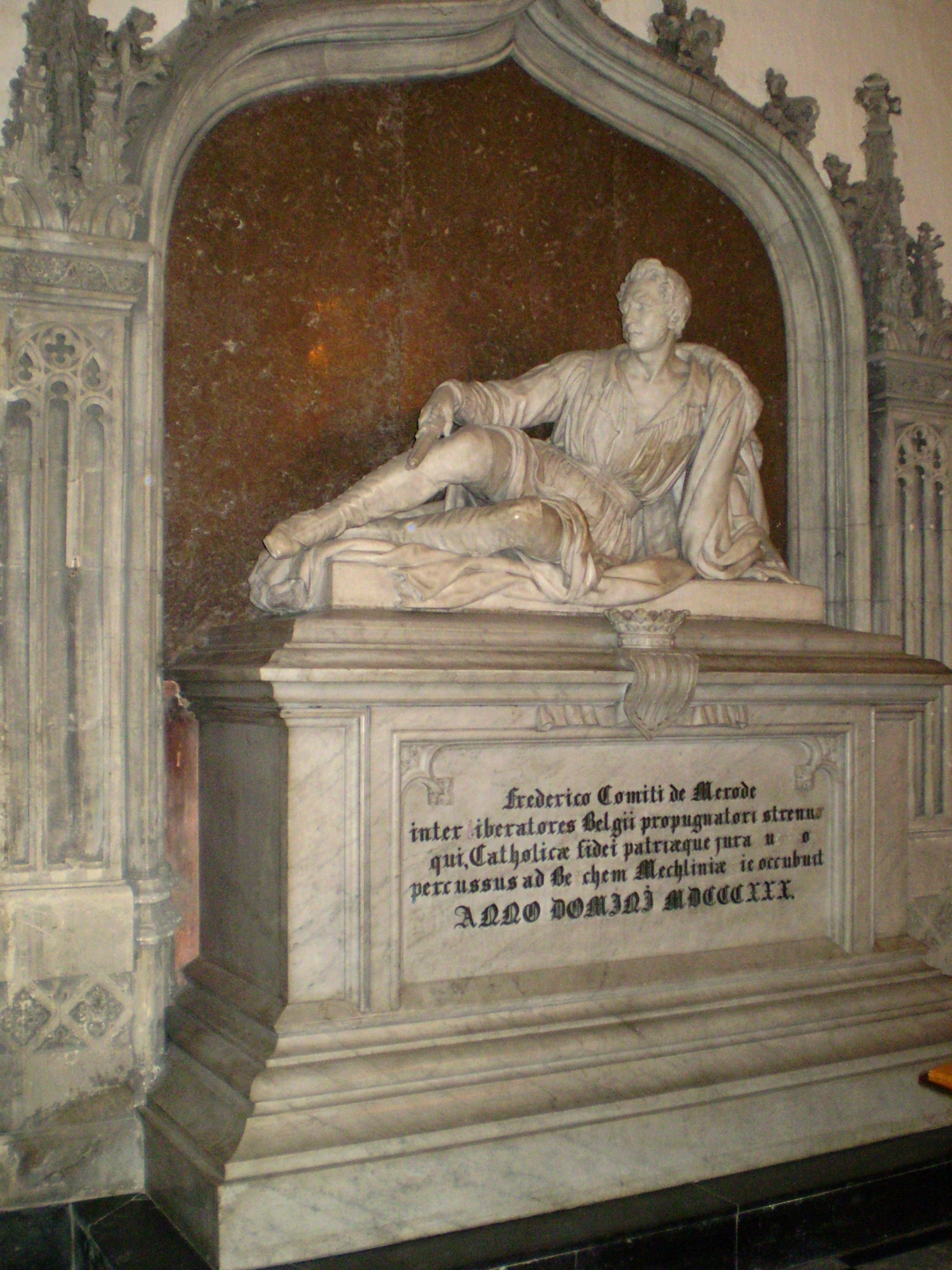
Chapelle Notre-Dame-de-la-Délivrance : le mausolée de Frédéric de Mérode, héros national, mort au combat lors de la révolution de 1830 - œuvre de Guillaume Geefs.

La chapelle Notre-Dame-de-la-Délivrance est la vaste chapelle orientée, correspondant et quasi symétrique à la chapelle du Saint-Sacrement. Comme cette dernière, elle constitue une petite église dans la cathédrale, située à la droite (au sud) du déambulatoire avec lequel elle communique par quatre grandes arcades. Construite à la demande de l'infante d'Espagne Isabelle fille de Philippe II d'Espagne qui avait épousé l'archiduc Albert de Habsbourg, elle fut terminée en 1649.
Elle est ornée de magnifiques vitraux, œuvres de Jean De Labaer (d) d'après des dessins de Theodoor van Thulden, l'un des élèves de Pierre-Paul Rubens. Ces vitraux décrivent les principaux épisodes de la vie de la Vierge Marie.
Au fond de la chapelle se trouve un autel fait de marbre noir et blanc avec au centre une Assomption de la Vierge. Elle est due à Jean-Baptiste de Champaigne, neveu de Philippe de Champaigne.
La chapelle abrite notamment : 
- l'épitaphe de Jacques d'Ennetières[10], écuyer, baron de la Berlière ;
- le mausolée du comte Ernest d'Isembourg (graf Ernst von Isenburg) et de son épouse la princesse Caroline d'Arenberg ;
- le mausolée du comte Frédéric de Merode mort lors des combats de la révolution belge de 1830.

### La chapelle Maes
La chapelle axiale de la cathédrale anciennement chapelle de la Madeleine est appelée aujourd'hui chapelle Maes. Construite au XVIIe siècle, elle est de style baroque et de forme hexagonale. Elle se loge entre les culées des deux arcs-boutants postérieurs du chevet. Elle est surmontée d'une petite coupole, elle-même couronnée d'un lanternon ajouré. La chapelle est dotée de baies dont les vitraux du XIXe siècle sont l'œuvre de Jean-Baptiste Capronnier.

### Les vitraux
La cathédrale possède de superbes vitraux, notamment des XVIe, XVIIe et XIXe siècles. On notera tout spécialement les deux somptueux vitraux réalisés en 1537 et 1538 par le maître-verrier anversois Jean Haeck sur base des dessins de Bernard Van Orley. Ils ornent les transepts nord et sud, et sont à l'effigie au nord de Charles Quint et Isabelle de Portugal et au sud de Marie de Hongrie et Louis II de Hongrie.

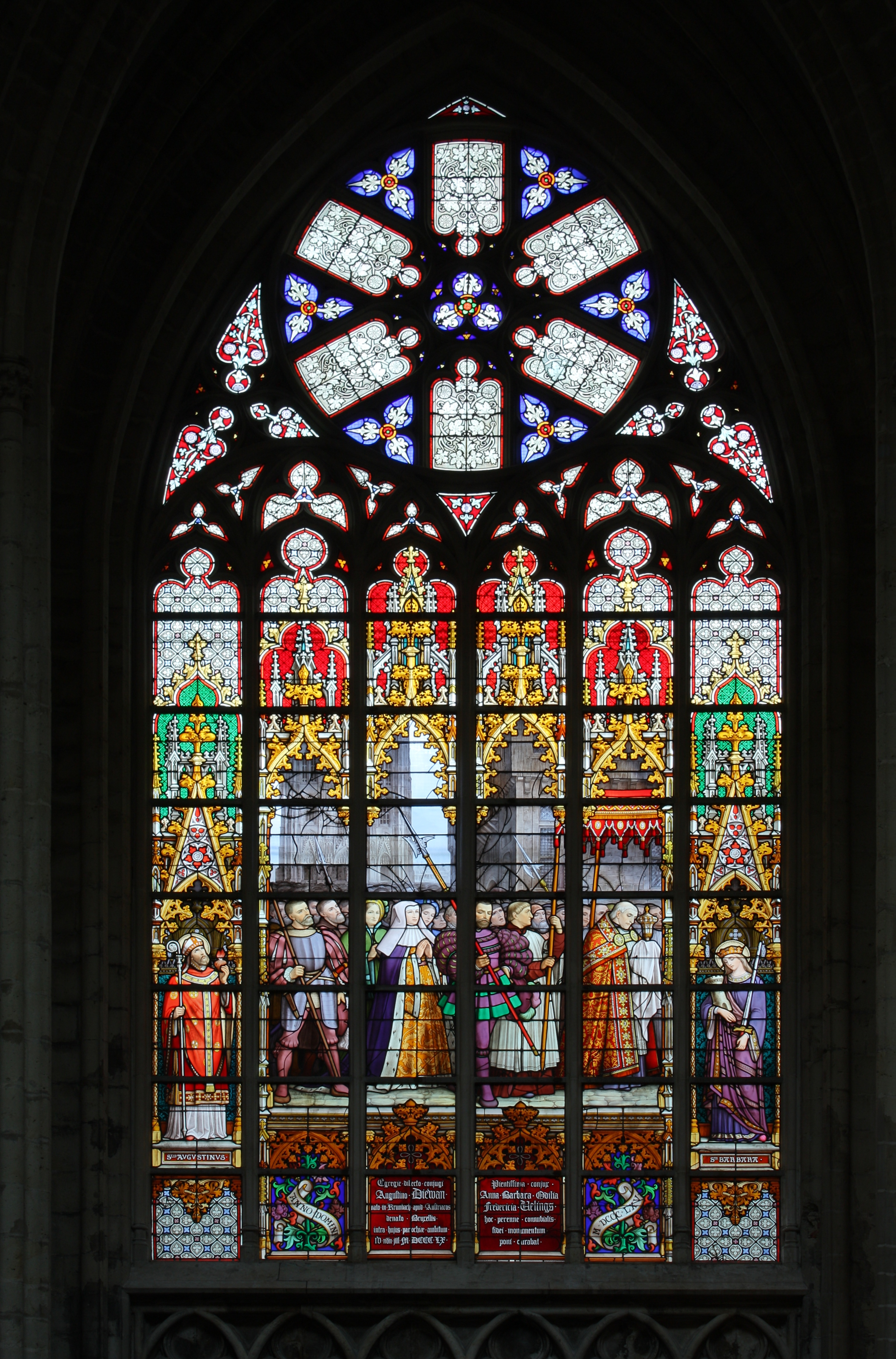
Nef de la cathédrale : un des vitraux de Jean-Baptiste Capronnier (XIXe siècle).
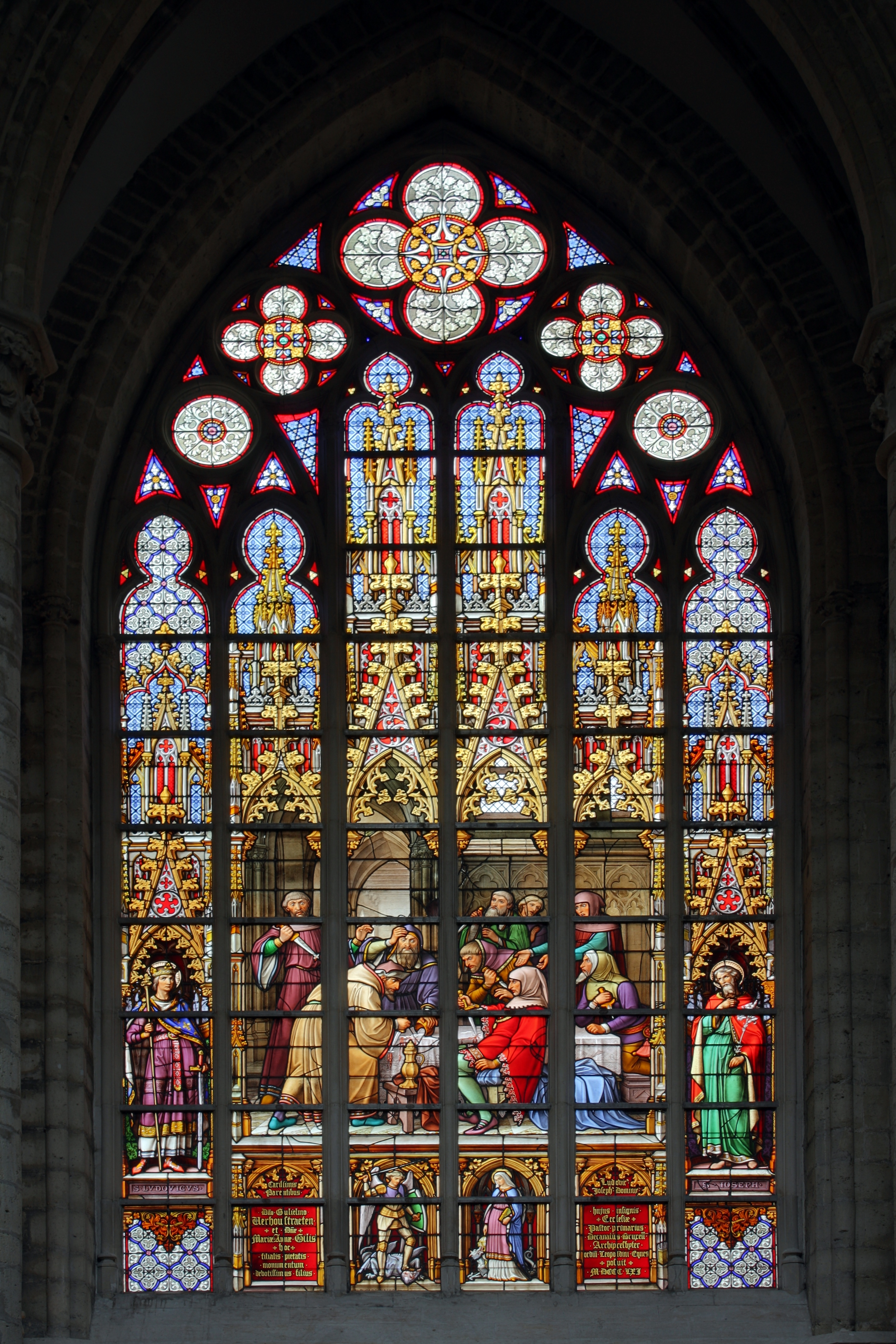
L'un des vitraux de la légende du Saint-Sacrement : scène de la profanation des hosties par des Juifs en 1370 - œuvre de Jean-Baptiste Capronnier.
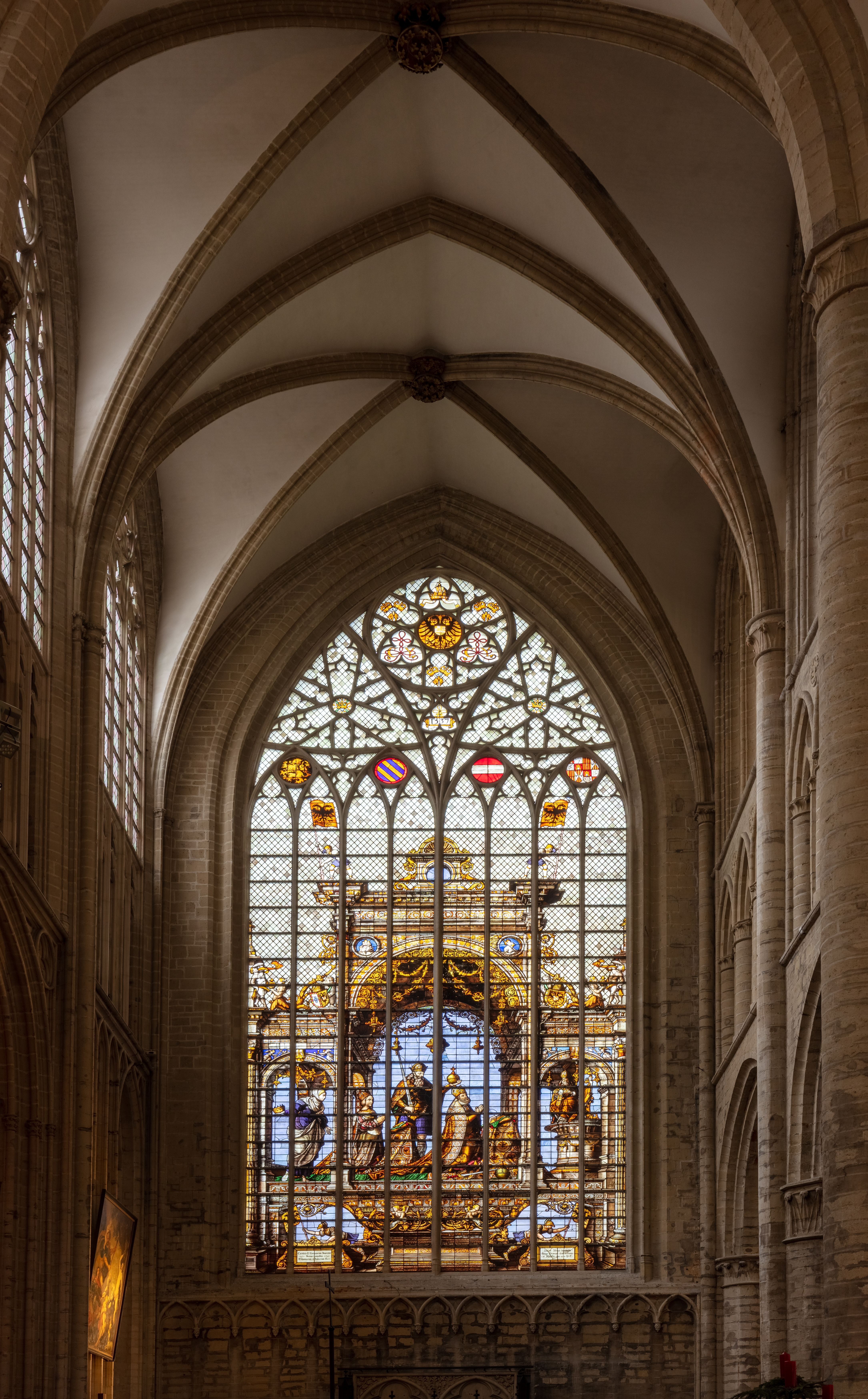
Transept nord.
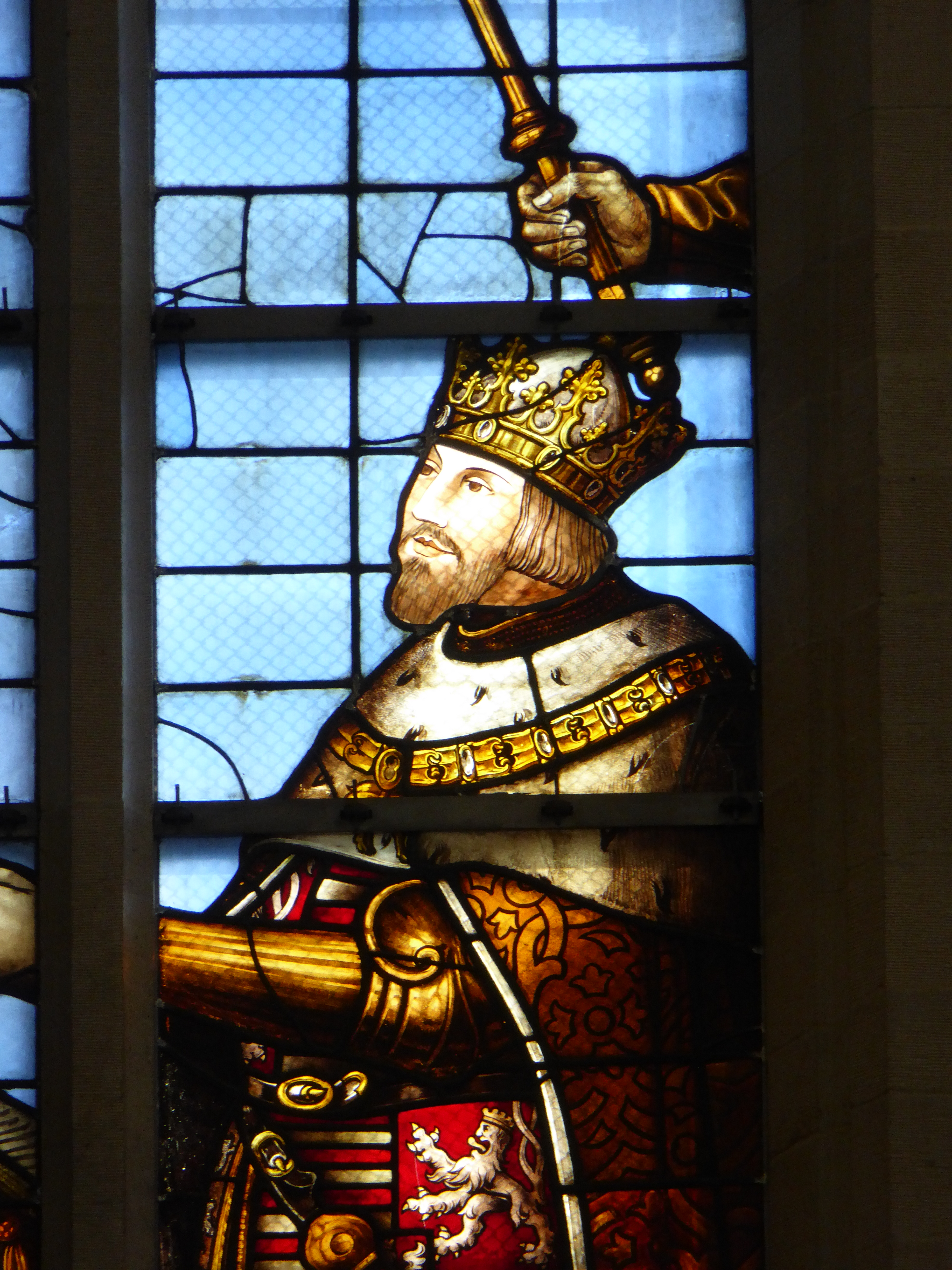
Détail du transept Sud.
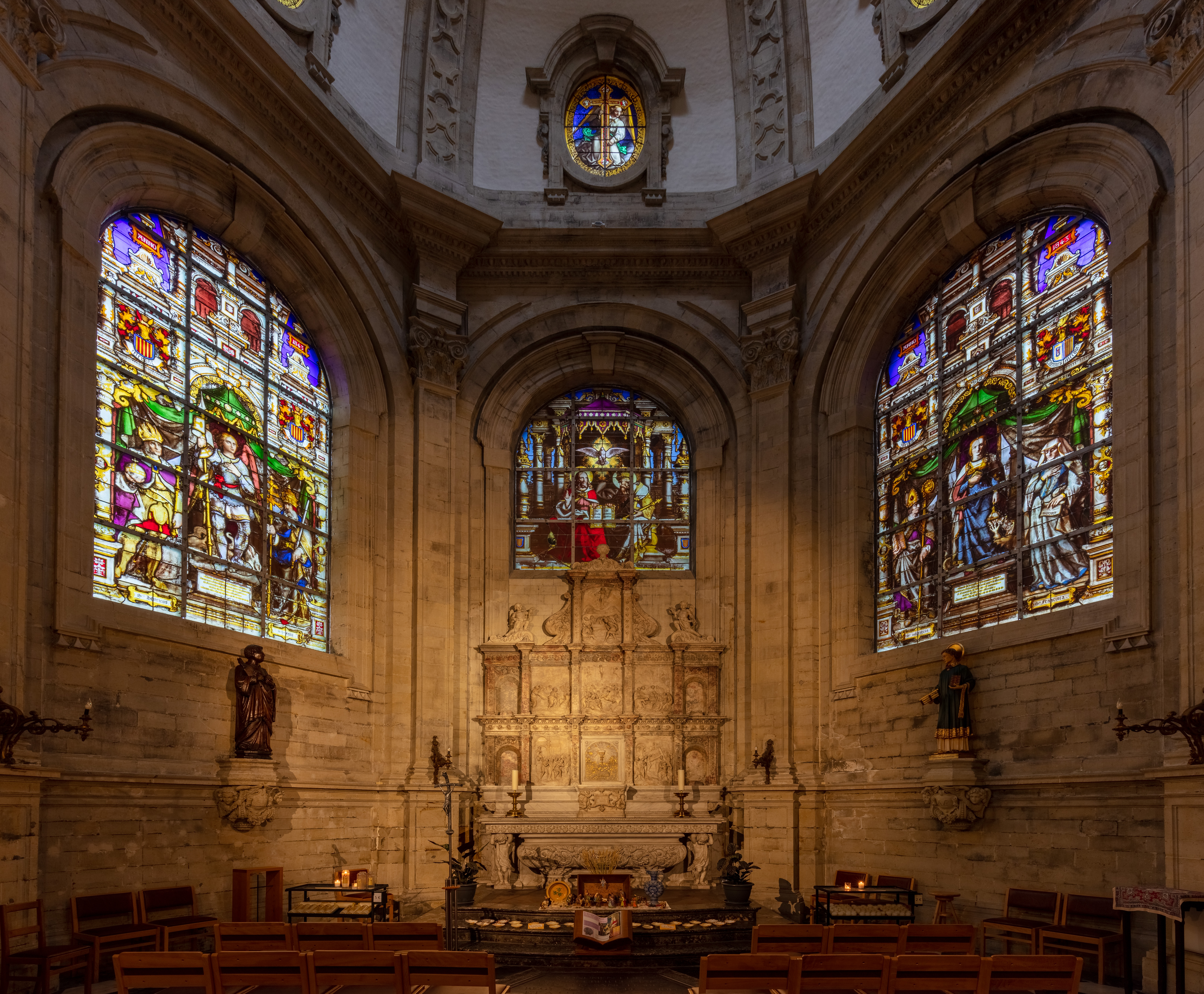
Vitraux de la chapelle Maes.

### Le grand orgue

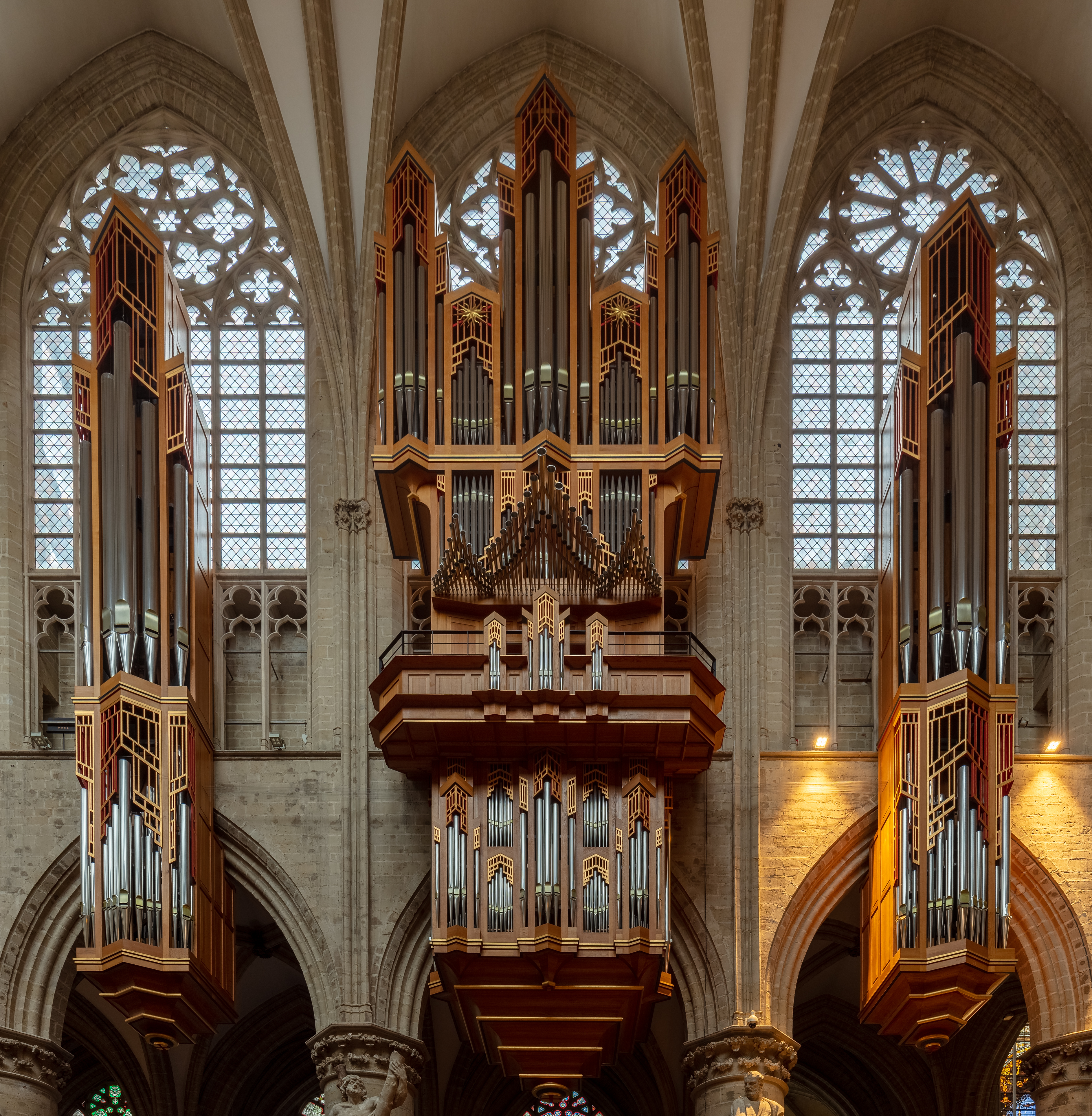
Le grand orgue.

L'orgue a été construit en 2000 par le facteur d'orgues Gerhard Grenzing (El Papiol). L'instrument a 63 jeux.
| I Positif C–a3   |       |
| Bourdon          | 16′   |
| Montre           | 8′    |
| Quintadène       | 8′    |
| Prestant         | 4′    |
| Flûte à cheminée | 4′    |
| Nazard           | 2/3′  |
| Doublette        | 2′    |
| Tierce           | 13/5′ |
| Larigot          | 1/3′  |
| Mixture V-VI     |       |
| Trompette        | 8′    |
| Cromorne         | 8′    |
| Tremblant        |       |

| II Hoofdwerk C–a3 |      |
| Montre            | 16′  |
| Montre            | 8′   |
| Flûte harm.       | 8′   |
| Bourdon à chem.   | 8′   |
| Viole de gambe    | 8′   |
| Prestant          | 4′   |
| Flûte conique     | 4′   |
| Quinte            | 2/3′ |
| Doublette         | 2′   |
| Mixture V         |      |
| Cymbale III-IV    |      |
| Trompette         | 16′  |

| III Récit expr. C–a3 |      |
| Cor de nuit          | 8′   |
| Salicional           | 8′   |
| Gambe                | 8′   |
| Voix céleste         | 8′   |
| Prestant             | 4′   |
| Flûte octav.         | 4′   |
| Nazard               | 2/3′ |
| Quarte               | 2′   |
| Sifflet              | 1′   |
| Plein-Jeu IV-V       |      |
| Tiercelette III      |      |
| Basson               | 16′  |
| Trompette harm.      | 8′   |
| Hautbois             | 8′   |
| Tremblant            |      |

| IV Solo expr. C–a3      |      |
| Bourdon                 | 8′   |
| Viola                   | 8′   |
| Voce umana              | 8′   |
| Prestant                | 4′   |
| Flageolet               | 2′   |
| Larigot                 | 1/3′ |
| Cornet V                | 8′   |
| Trompeta Batalla        | 8′   |
| Bajoncillo-Tromp. Magna |      |
| Voix humaine            | 8′   |
| Douçaine                | 8′   |
| Tremblant               |      |

| Pedal C–g1     |        |
| Principal      | 16′    |
| Soubasse       | 16′    |
| Grosse Quinte  | 102/3′ |
| Flûte          | 8′     |
| Basse          | 8′     |
| Gros Nazard    | 51/3′  |
| Prestant       | 4′     |
| Fourniture V   |        |
| Contre-Posaune | 32′    |
| Posaune        | 16′    |
| Trompette      | 8′     |
| Clairon        | 4′     |

## Vie liturgique
Outre les offices quotidiens et dominicaux, c'est en cet édifice que sont célébrés les mariages et les funérailles des membres de la famille royale. Les baptêmes des enfants royaux ont été occasionnellement célébrés en la Cathédrale Saint-Jacques-sur-Coudenberg, voisine du palais royal, voire en la chapelle privée du château de Ciergnon.

## Accessibilité
| ___ | Ce site est desservi par la station de métro : Gare Centrale. |